# 艾涅勒迪克
艾涅勒迪克（法語：Aignay-le-Duc，法語發音：[ɛɲɛ lə dyk]）是法国科多尔省的一个市镇，位于该省中北部，属于蒙巴尔区。

## 地理
艾涅勒迪克（47°39'56"N, 4°44'5"E）面积24.86 平方千米，位于法国勃艮第-弗朗什-孔泰大區科多尔省，该省份为法国中东部省份，北起奥布省，西接涅夫勒省和约讷省，南至索恩-卢瓦尔省，东南接汝拉省，东临上索恩省，东北部与上马恩省接壤。
与艾涅勒迪克接壤的市镇（或旧市镇、城区）包括：博诺特、埃塔朗特、塞纳河畔克米尼、迪埃姆、莫维利、穆瓦特龙、蒙穆瓦延。

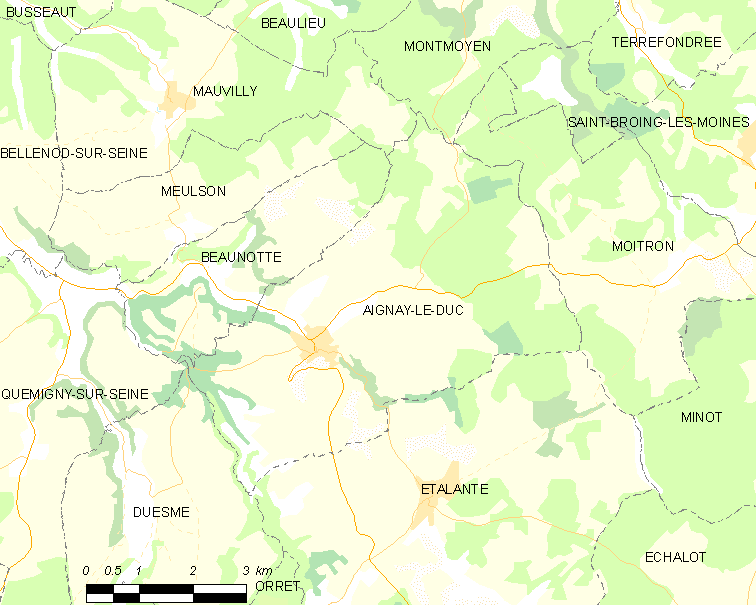
艾涅勒迪克的OSM定位图

艾涅勒迪克的时区为UTC+01:00、UTC+02:00（夏令时）。

## 行政
艾涅勒迪克的邮政编码为21510，INSEE市镇编码为21004。

## 政治
艾涅勒迪克所属的省级选区为塞纳河畔沙蒂永县。

## 人口

1962-2008年间艾涅勒迪克人口变化图示

艾涅勒迪克于2022年1月1日时的人口数量为263人。